# Ailik
El llac Ailik (xinès: 艾里克湖; pinyin: Àilǐkè hú; també transcrit com el [Gran] Llac Ailik) és un llac de la Regió Autònoma Uigur de Xinjiang, a la Xina. Es troba a la part nord-oest de la conca de Jungària, a la vora del desert de Gurbantünggüt. Administrativament, està situat dins del districte d'Urho de la ciutat de Karamay, uns 20 km al sud-est de la principal àrea urbana del districte.
El llac Ailik és alimentat pel riu Baiyang, el qual procedeix de les muntanyes Saur, a l'extrem nord de la conca de Jungària. El riu forma un petit delta en entrar al llac. El 1999 el nivell de la superfície de l'aigua del llac era de 273 metres a 276 metres sobre el nivell del mar.
A causa de la construcció de l'embassament del riu Baiyang, l'embassament de Huangyangquan i el desviament de les aigües del riu Baiyang per al regadiu, l'aqüicultura i altres necessitats econòmiques, el llac Ailik va començar a reduir el nivell de l'aigua durant la dècada de 1980. A mitjans de la dècada de 1980 tenia una superfície de tan sols 15 km² i amb prou feines 1 metre de profunditat i durant la dècada de 1990 pràcticament s'havia assecat. Gràcies a la construcció del canal Irtysh-Karamay el llac va començar a recuperar el seu nivell natural. Un terç de l'aigua que discorre per aquest canal es deix anar al riu Baiyang. Això millora el subministrament d'aigua al districte d'Urho, alhora que permet que el riu torni a arribar al llac Ailik. Segons un informe publicat l'any 2003, des de l'obertura del canal, l'1 d'agost de 2000, el llac, que havia estat quasi sec, s'ha pogut recuperar i ara ocupa una superfície de 50 km² i té una profunditat de 7 metres.
Una característica geològica important és la zona del llac Ailik és la falla de Kewu, que s'estén en direcció nord-est a sud-oest, des del llac Ailik fins al llac Petit Ailik (小艾里克湖) i el llac sec Alan Nur (xinès: 阿雅尔诺尔; pinyin: Āyǎ'ěr Nuò'ěr), que fins al 1915 va ser el punt final del riu Manas.
Tot i que no hi ha cap curs d'aigua superficial que surti del llac Ailik, es creu que una part de l'aigua d'aquest llac es filtra estacionalment a través de les fractures del sòl de la falla de Kewu cap al llac Petit Ailik. Potencialment, l'aigua es pot filtrar per la mateixa falla fins al llac sec Alan Nur.